# Kurt Angstmann
Kurt Angstmann (* 30. Juni 1915 in Mannheim; † 12. Februar 1978 in Heidelberg) war ein deutscher Politiker der SPD und Finanzminister von Baden-Württemberg.

## Leben
Angstmann besuchte die Volks- und Oberrealschule, wo er 1935 das Abitur ablegte. Wegen seiner Mitgliedschaft in der sozialistischen Arbeiter-Jugend erhielt er keine Studienerlaubnis. Er besuchte die Höhere Handelsschule und machte eine kaufmännische Lehre. Von 1941 bis 1944 war er Abteilungsleiter bei Zellstoff Waldhof in Berlin. 1944 wurde er denunziert und als Hilfsarbeiter in das Lager Rossau bei Zwickau gebracht.
Nach dem Krieg ließ er sich zum Lehrer ausbilden und war ab 1946 in diesem Beruf tätig. 1956 wurde er an die Staatliche Ingenieurschule Mannheim berufen, wo er bis zu seinem Tod lehrte.
Politisch engagierte sich Angstmann nach dem Zweiten Weltkrieg in der SPD, deren Vorstandsmitglied in Mannheim er 1952 wurde. Bereits 1946 wurde er in den Landtag von Württemberg-Baden gewählt, wo er der jüngste SPD-Abgeordnete war. Auch dem Landtag des neuen Bundeslandes Baden-Württemberg gehörte er ab 1952 bis 1972 an. Hier war er unter anderem Vorsitzender des Finanzausschusses.
Während der Großen Koalition unter Ministerpräsident Hans Filbinger war Angstmann von 1966 bis 1968 Finanzminister Baden-Württembergs. Von 1971 bis 1975 war er außerdem Mitglied des Gemeinderats in Mannheim.

## Privates
Kurt war der uneheliche Sohn von Hans Albert Ebbecke und der jüdischen Rosa Oestreicher aus Mingolsheim. Sofort nach seiner Geburt wurde er von Wilhelm Angstmann und seiner Frau Anna (geb. Scholl) adoptiert. Die Mutter, Rosa Oestreicher, meldete sich am 1. Juli 1915 in Mannheim ab und wanderte nach Argentinien aus. Sie vermied auch nach Jahren jeden Kontakt zu diesem Kind. 1921 nahm er den Familiennamen Angstmann an. Als „Halbjude“ wurde er im christlichen Glauben (rk.) erzogen. Erst sehr spät, im Jahr 1942, bekannte sich Ebbecke als Vater des unehelichen Sohnes der Rosa Oestreicher aus Mingolsheim.
1945 heiratete Angstmann die Tochter des Mannheimer Sozialdemokraten Jakob Trumpfheller Anneliese. Sie hatten drei Kinder.

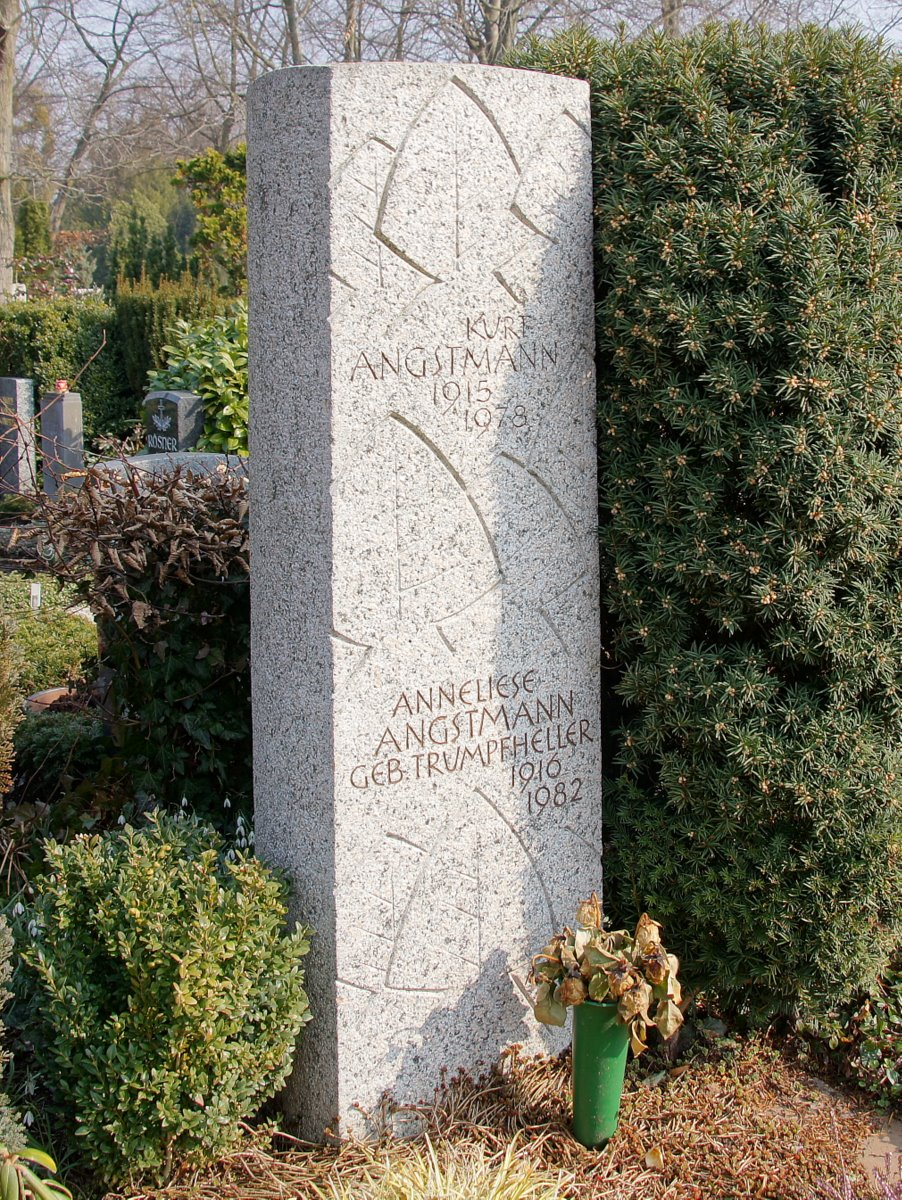
Grab Angstmanns auf dem Hauptfriedhof Mannheim

## Ehrenämter und Ehrungen
Angstmann übte während seiner politischen Karriere auch mehrere Ehrenämter aus. So war er unter anderem Gründungsmitglied der Gesellschaft zur Wahrung der Grundrechte Mannheim-Heidelberg und Aufsichtsratsvorsitzender der Badischen Staatsbrauerei Rothaus AG. Er war Kreisvorsitzender der Schutzgemeinschaft Deutscher Wald, Professor an der Staatlichen Ingenieurschule Mannheim sowie Beirat an mehreren Hochschulen.
Für seine Verdienste wurde Angstmann 1965 mit dem Großen Verdienstkreuz der Bundesrepublik Deutschland und 1976 mit dem Ehrenring der Stadt Mannheim ausgezeichnet. Ferner war er Ehrensenator der Universitäten Hohenheim und Mannheim.